# 정현정 (아나운서)
정현정(鄭賢貞, 1984년 ~ )은 대한민국의 아나운서다.

## 학력
- 전북대학교

## 경력
- 2008년 : 금강방송 아나운서
- 2009년 : 여수MBC 아나운서
- 2010년 : KBS 전주방송총국 공채 36기 아나운서
- 2010년 : KBS 제주방송총국 공채 36기 아나운서

## 진행

### 과거 TV
- 열려라 동요세상 전주
- KBS 뉴스 9 전북
- KBS 뉴스광장 전북
- 생생 3도
- KBS 뉴스 7 제주
- 보물섬
- 7시 오늘 제주